# Königlicher Palast (Turin)

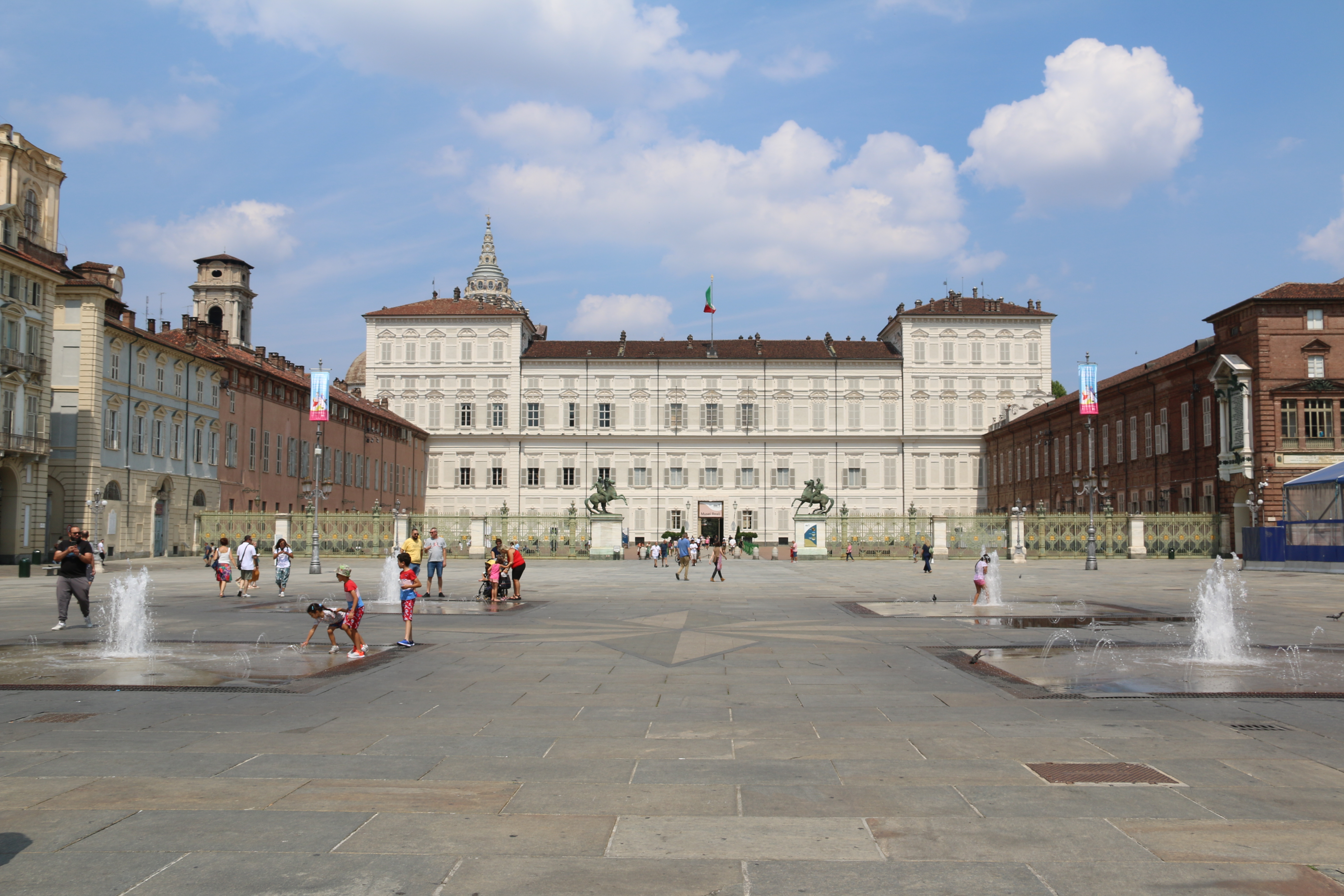
Der Palazzo Reale zu Turin

Das Königliche Schloss (italienisch Palazzo Reale di Torino) in der italienischen Stadt Turin, die seit 1562 Hauptstadt von Savoyen war, ist eine barocke Residenz aus dem 17. Jahrhundert.

## Geschichte

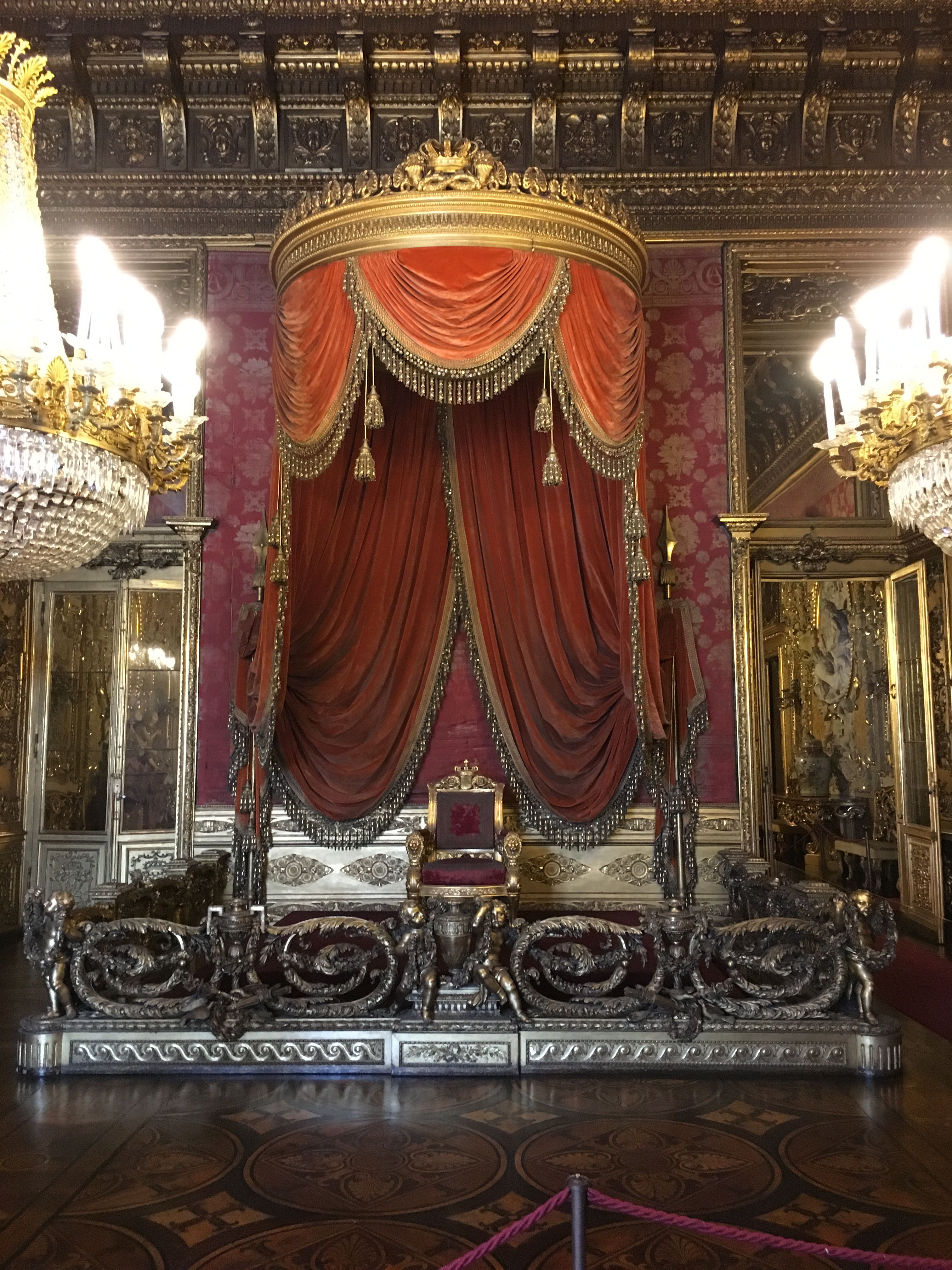
Der Thronsaal

Der Palazzo Reale wurde für Christina von Frankreich erbaut, die nach dem Tod ihres Gatten Viktor Amadeus I. die Regentschaft im Herzogtum Savoyen übernommen hatte. Die Vierflügelanlage entstand ab 1646 nach Plänen von Amadeo di Castellamonte anstelle einer ehemaligen Bischofsresidenz an der Nordseite der heutigen Piazza Reale (Königsplatz). Aus der Entstehungszeit des immer wieder baulich veränderten Schlosses stammt die Fassade von 1658. Bis 1865 diente es den Herrschern (ab 1720 Königen) aus dem Haus Savoyen.
Der Ehrenhof vor der stadtseitigen Fassade wird flankiert von zwei niedrigen Flügeln. Im rechten Trakt, der 1738 nach einem Entwurf von Filippo Juvarra erbaut wurde, ist die Armeria Reale untergebracht, eine bedeutende Waffensammlung. Den Platz schließt ein eisernes Gitter von 1837 mit Torpfeilern, auf denen die Dioskuren, Bronzeplastiken von Abbondio Sangiorgio aus dem Jahr 1846, sich einander zuwenden. Dem Palazzo Reale benachbart und mit einem direkten Zugang verbunden ist die Grabtuchkapelle des Turiner Doms, wo die kostbarste Devotionalie, die das Haus Savoyen bis 1983 besaß, aufbewahrt wurde. Auf der Ostseite des Platzes schließt sich mit der Armeria Reale die ehemals königliche Waffensammlung an, Schwerpunkt ihrer Bestände ist das 16. bis 19. Jahrhundert. Zum Schlosskomplex gehört ferner die Biblioteca Reale (Königliche Bibliothek). Aus dem Anfang der Erbauungszeit stammen die geringen Reste des 1697 von dem großen französischen Gartenarchitekten André Le Nôtre entworfenen Parks mit einem Tritonenbrunnen aus der Mitte des 18. Jahrhunderts.
Das Innere des Schlosses wurde vom 17. bis 19. Jahrhundert prunkvoll ausgestattet. Ein monumentales Treppenhaus von 1865 führt ins erste Obergeschoss (Piano nobile), in die Privaträume darüber die viel besichtigte doppelläufige Scala delle Forbici (Scherentreppe), auch ein Werk Juvarras, von 1720. Zum Inventar der öffentlich zugänglichen Prunkräume gehören Möbel, Wandteppiche und eine Sammlung von fernöstlichen Porzellanen, u. a. im Chinesischen Kabinett (Gabinetto cinese), das ebenfalls von Juvarra entworfen wurde. Die von Daniel Seiter Ende des 17. Jahrhunderts geschaffenen Deckengemälde in der nach ihm benannten Galleria del Daniel, sowie zahlreiche in den 1720er bis 1740er Jahren entstandenen Deckenmalereien von Claudio Francesco Beaumont, unter anderem in der Armeria reale und im Gabinetto cinese, gehören zum Schönsten und Bedeutendsten, was in diesem Genre geschaffen wurde. Im Palast finden sich außerdem Gemälde von Jan Miel, Francesco De Mura, Giambattista Crosato, Francesco Trevisani, Carle Vanloo, Giuseppe Nogari u. a.
Der 260 m² große Ballsaal im klassizistischen Stil wurde von Pelagio Palagi entworfen und entstand zwischen 1834 und 1842.
Der Palazzo Reale zu Turin wurde 1997 als ehemalige Residenz des Hauses Savoyen in die Liste des UNESCO-Weltkulturerbes aufgenommen.
Seit 2014 beherbergt das Schloss mit der Galleria Sabauda die bedeutendste Gemäldesammlung der Stadt.

## Bildergalerie

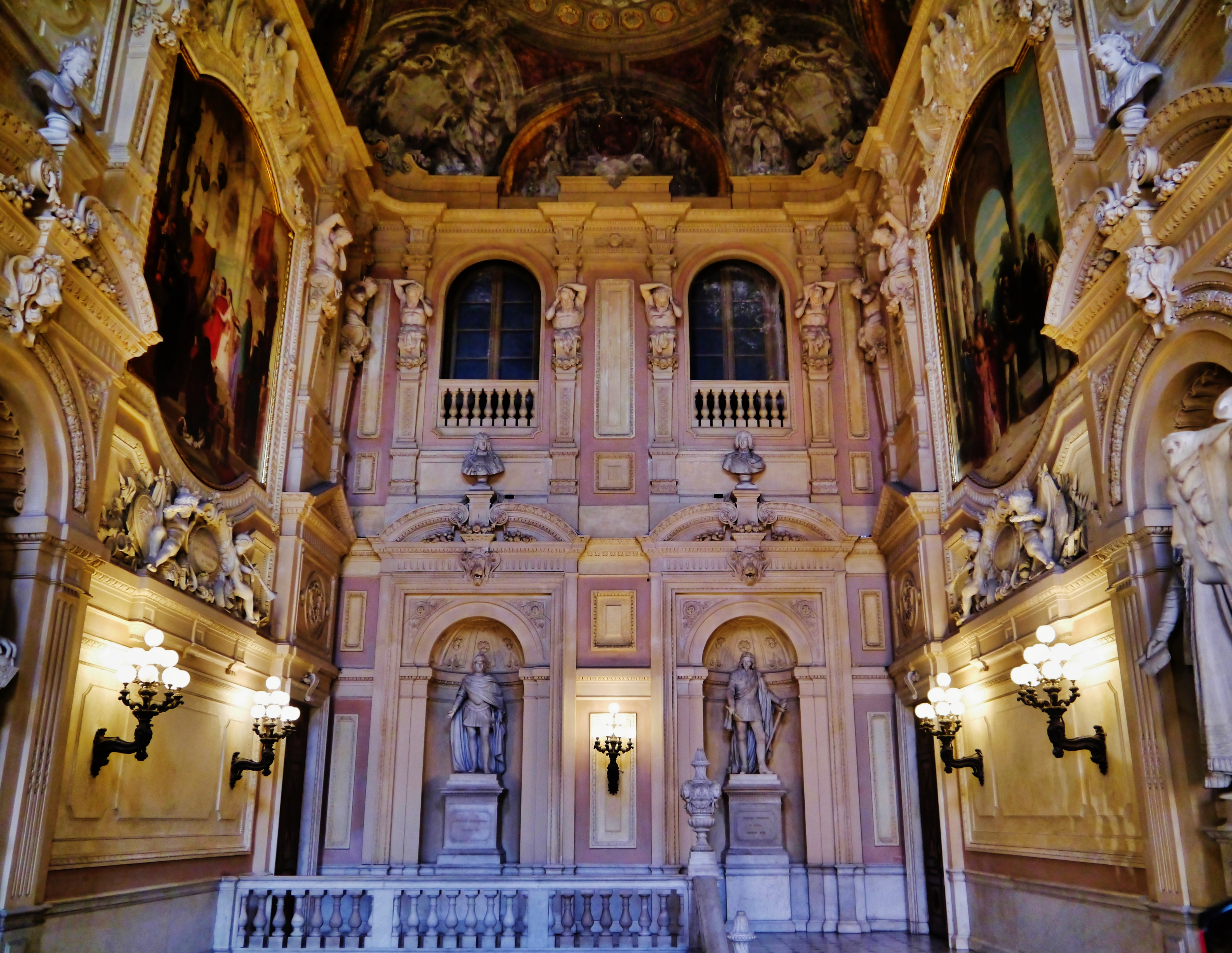
Scalone d'Onore (Ehrentreppe)
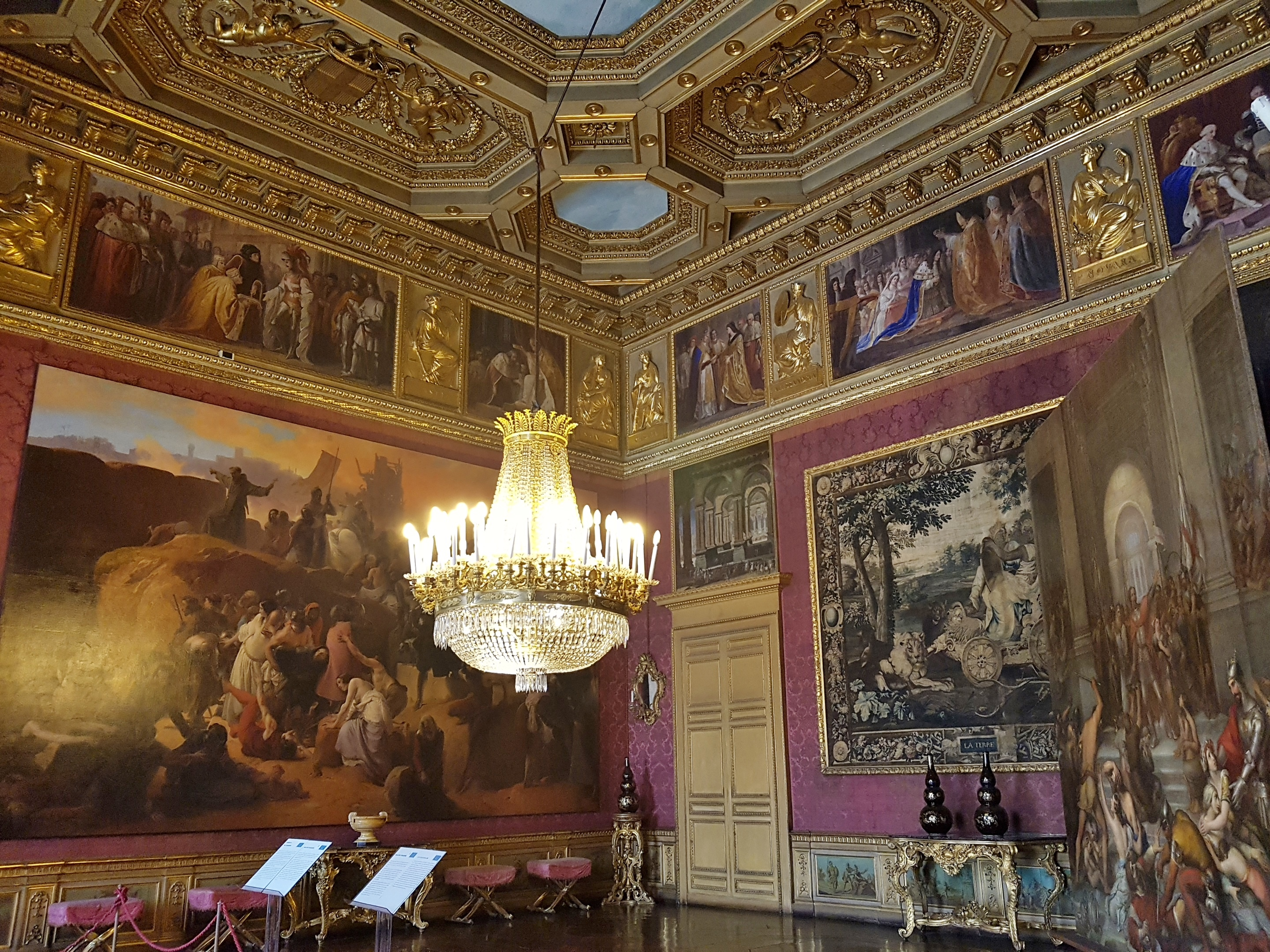
Sala dei Corazzieri (Saal der Kürassiere)
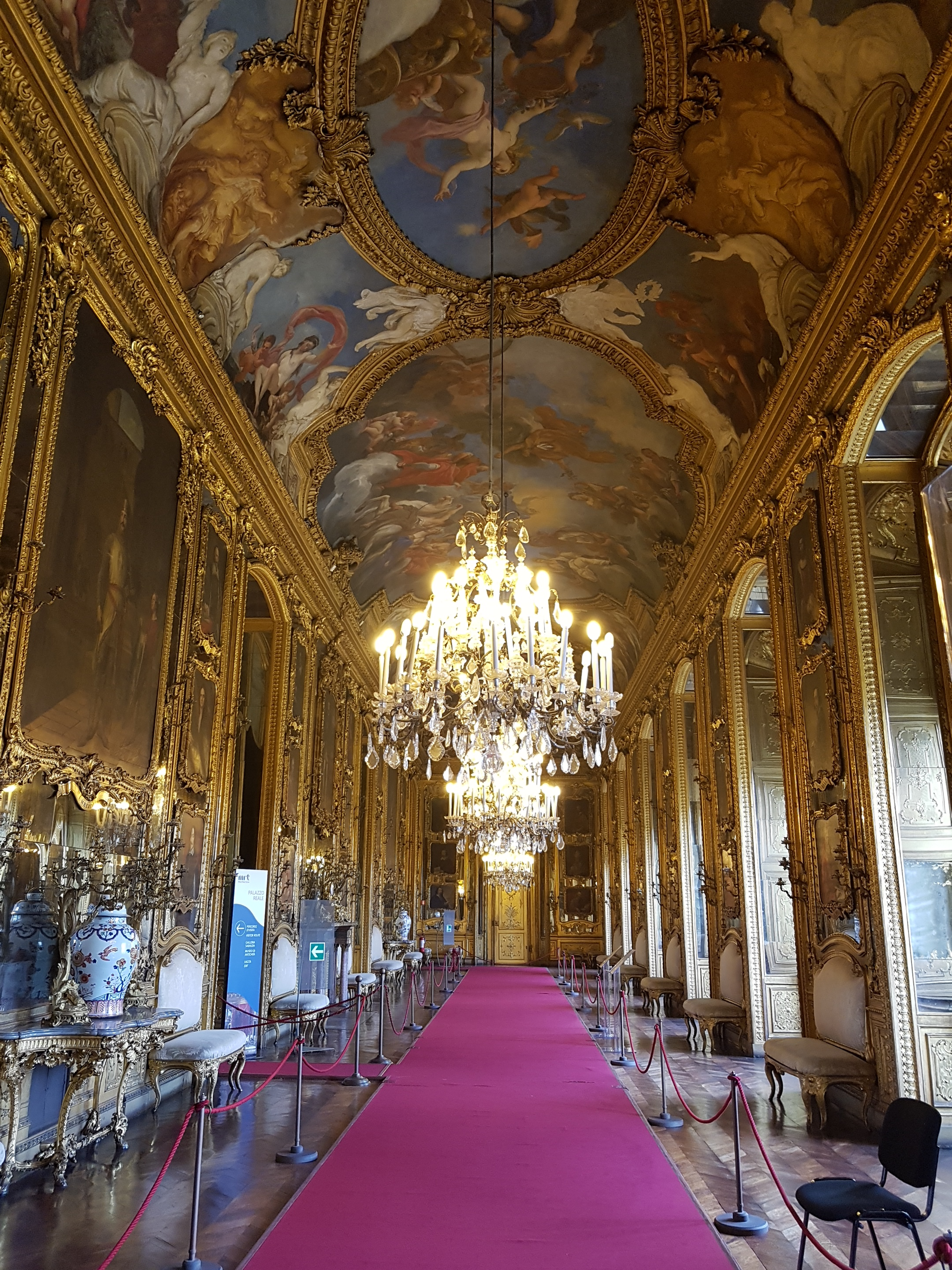
Galleria del Daniel mit Deckenmalereien von Daniel Seiter
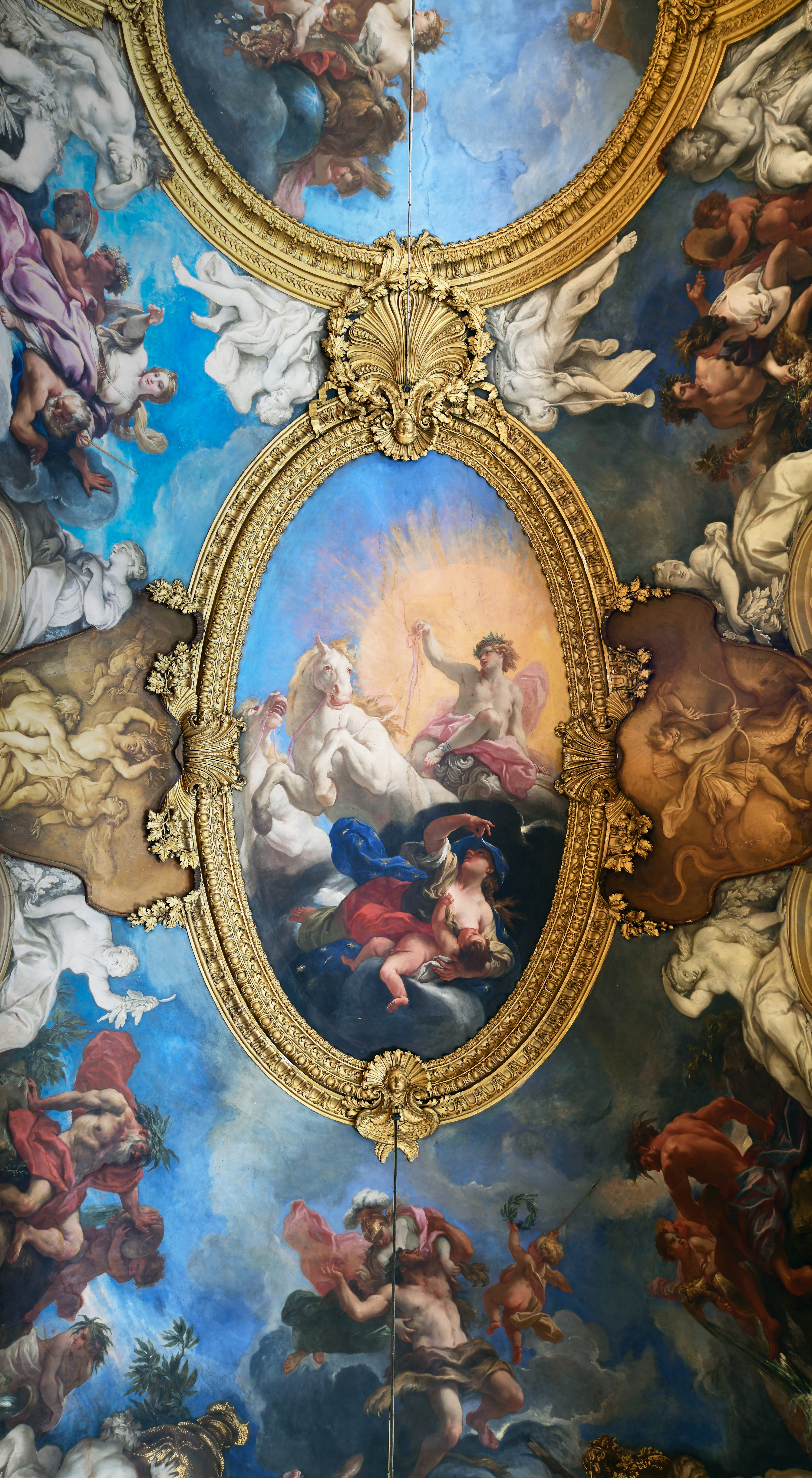
Daniel Seiter: Deckengemälde (Detail) mit Apollo in der Galleria del Daniel
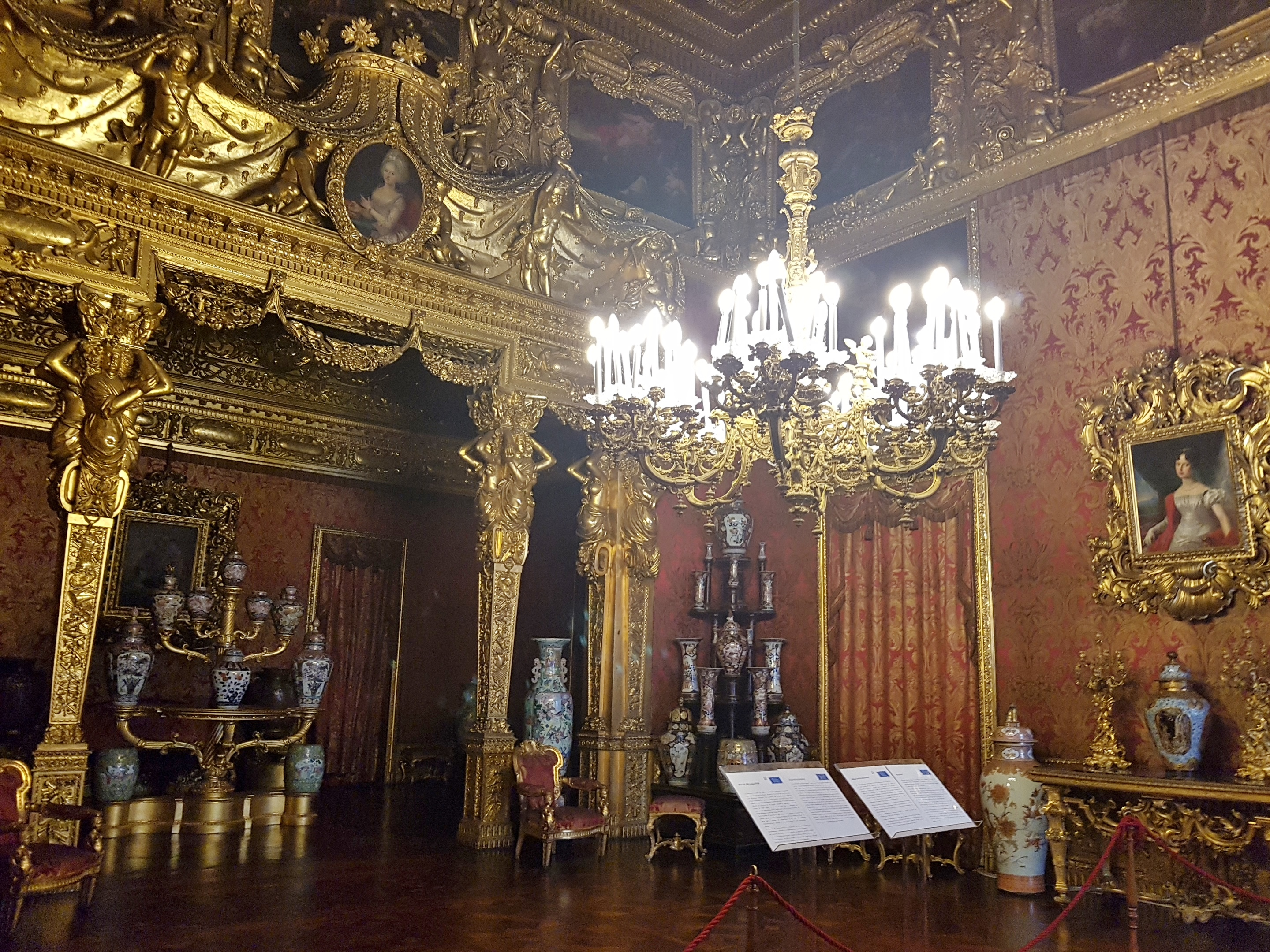
Sala dell'Alcova
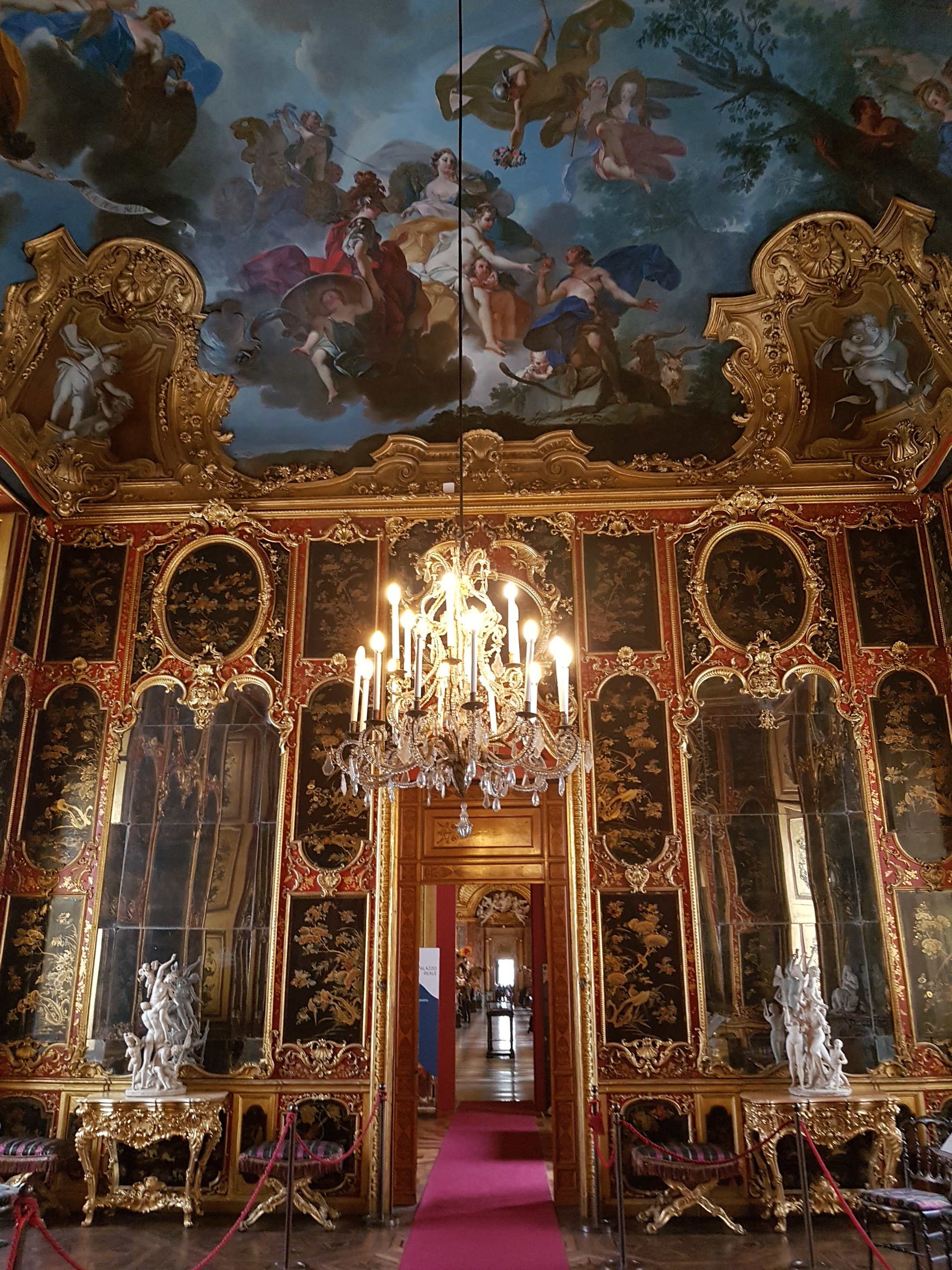
Gabinetto Cinese mit Deckengemälde von Claudio Francesco Beaumont
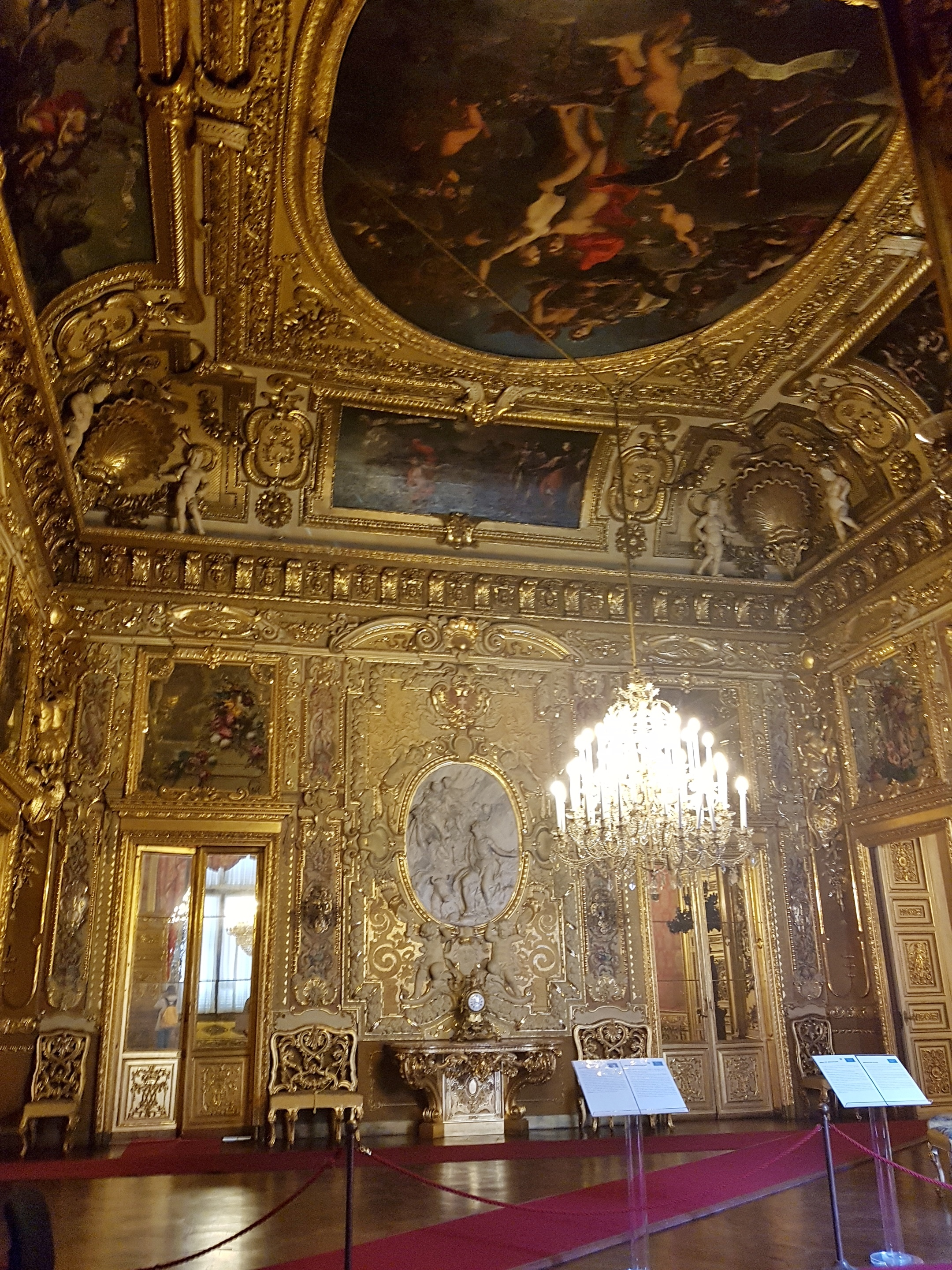
Sala dei Medaglioni mit Deckenbild von Jan Miel
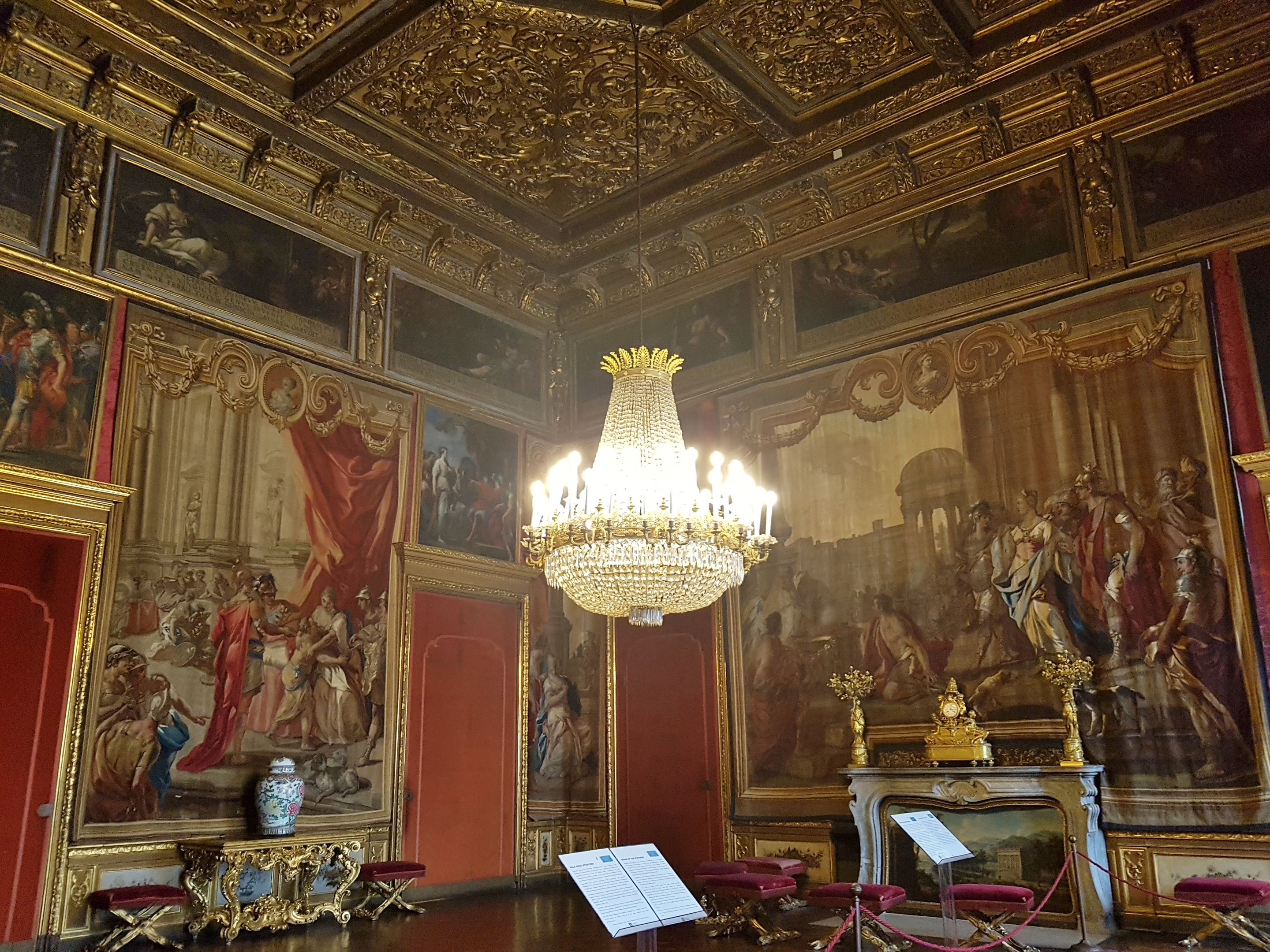
Sala degli Staffieri
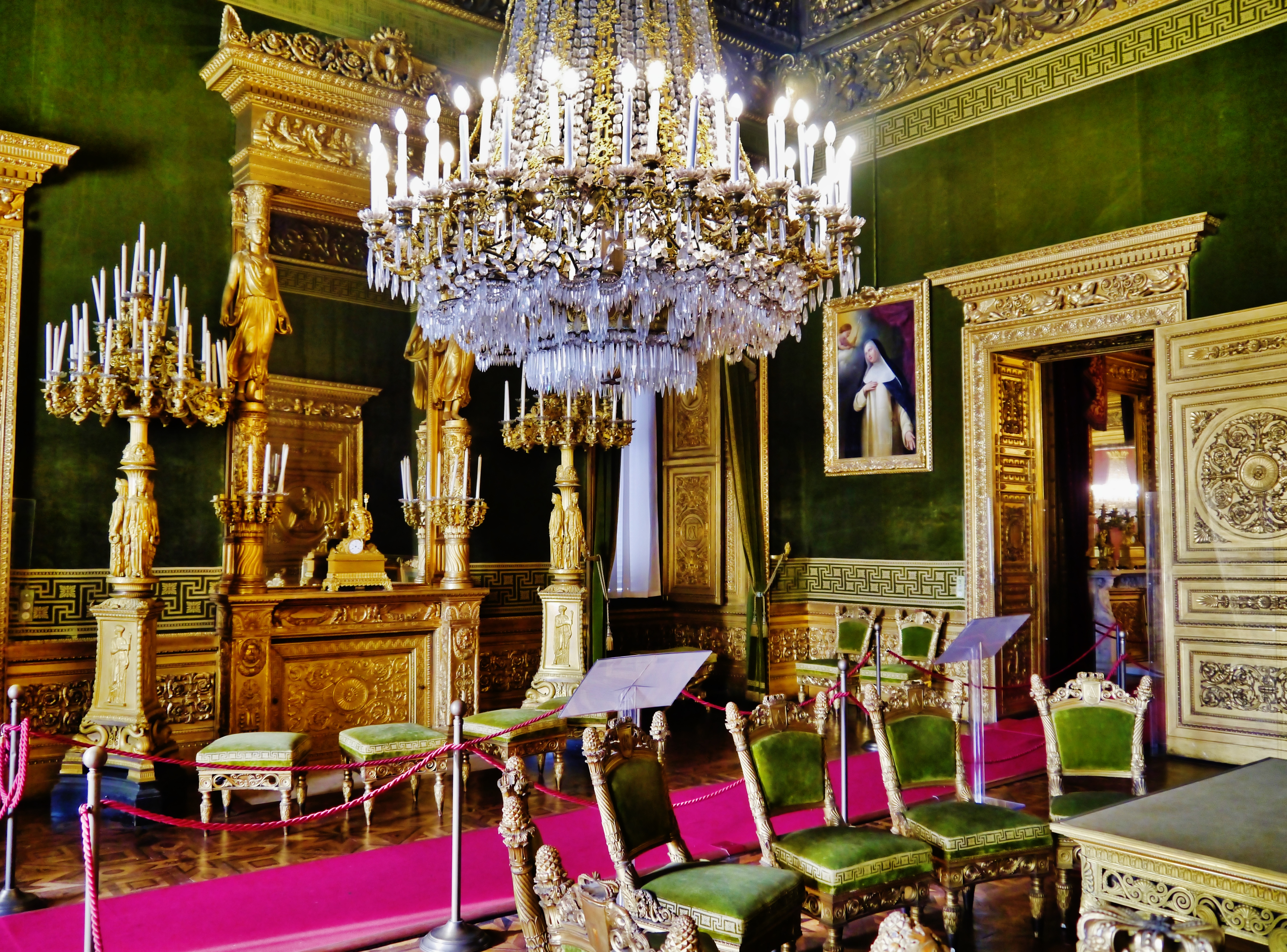
Sala del Consiglio (Ratssaal)
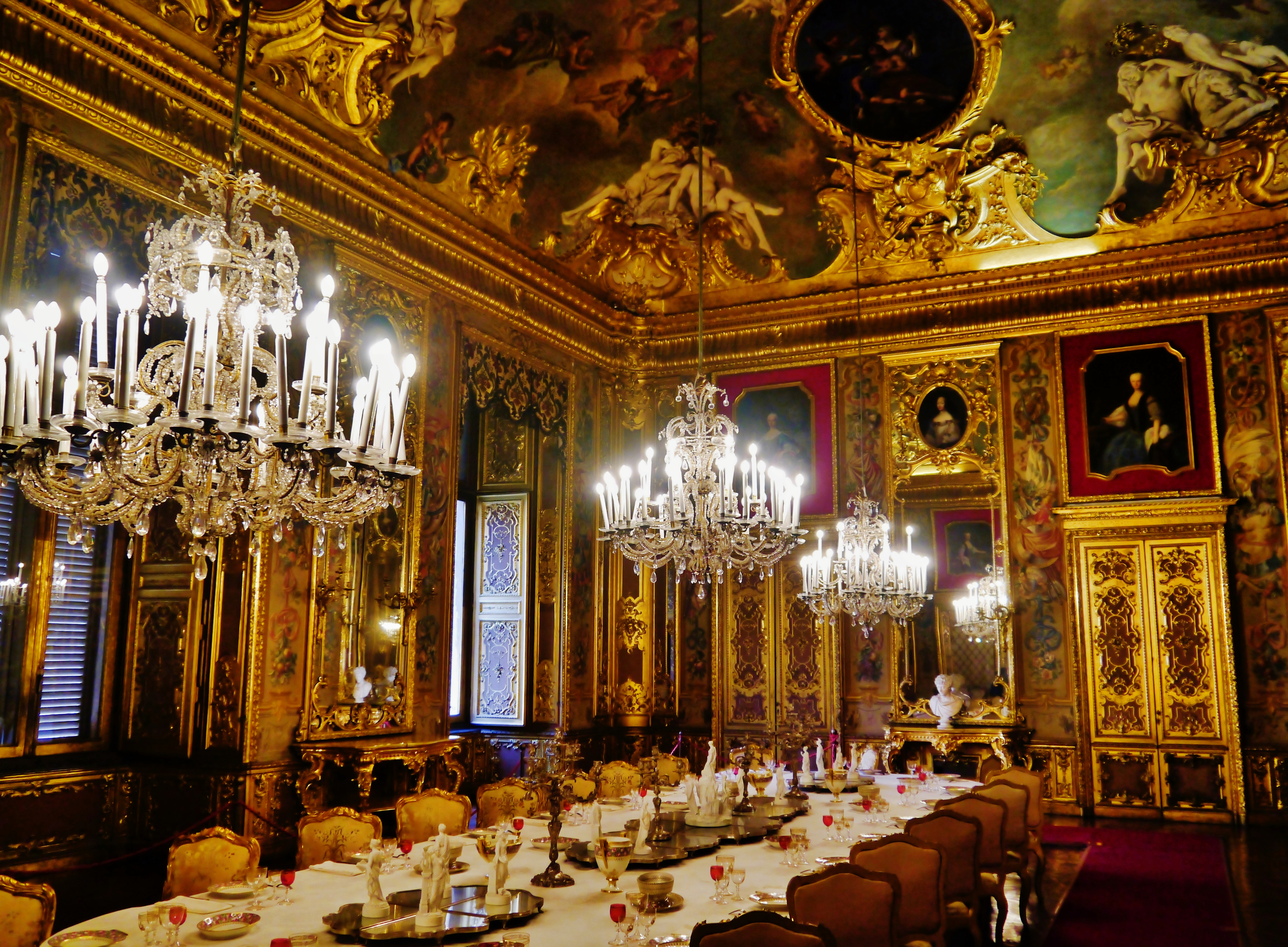
Esszimmer
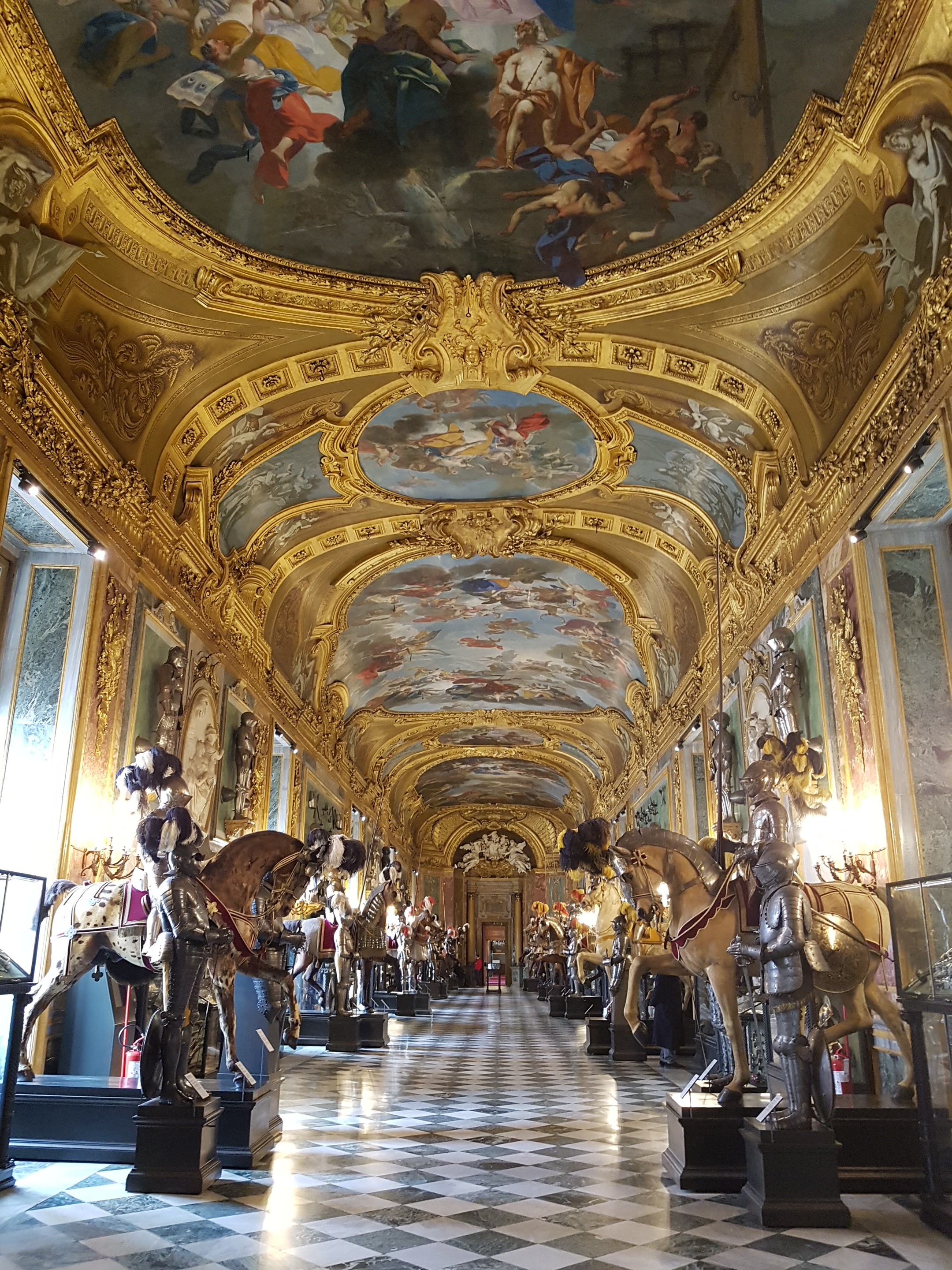
Armeria Reale mit Deckendekorationen von Claudio Francesco Beaumont
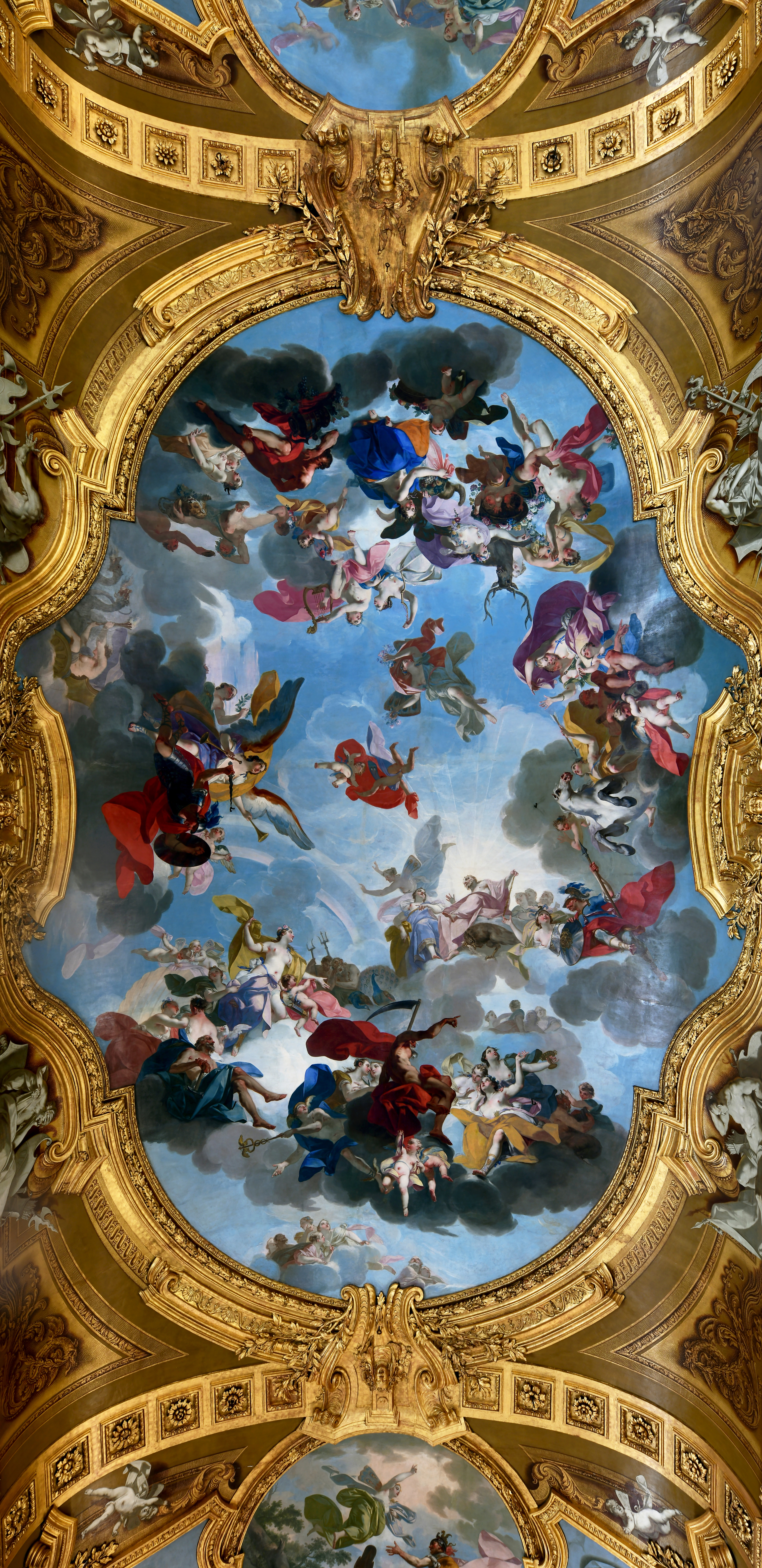
Claudio Francesco Beaumont: Zentrales Deckenbild aus dem Aeneas-Zyklus in der Armeria reale
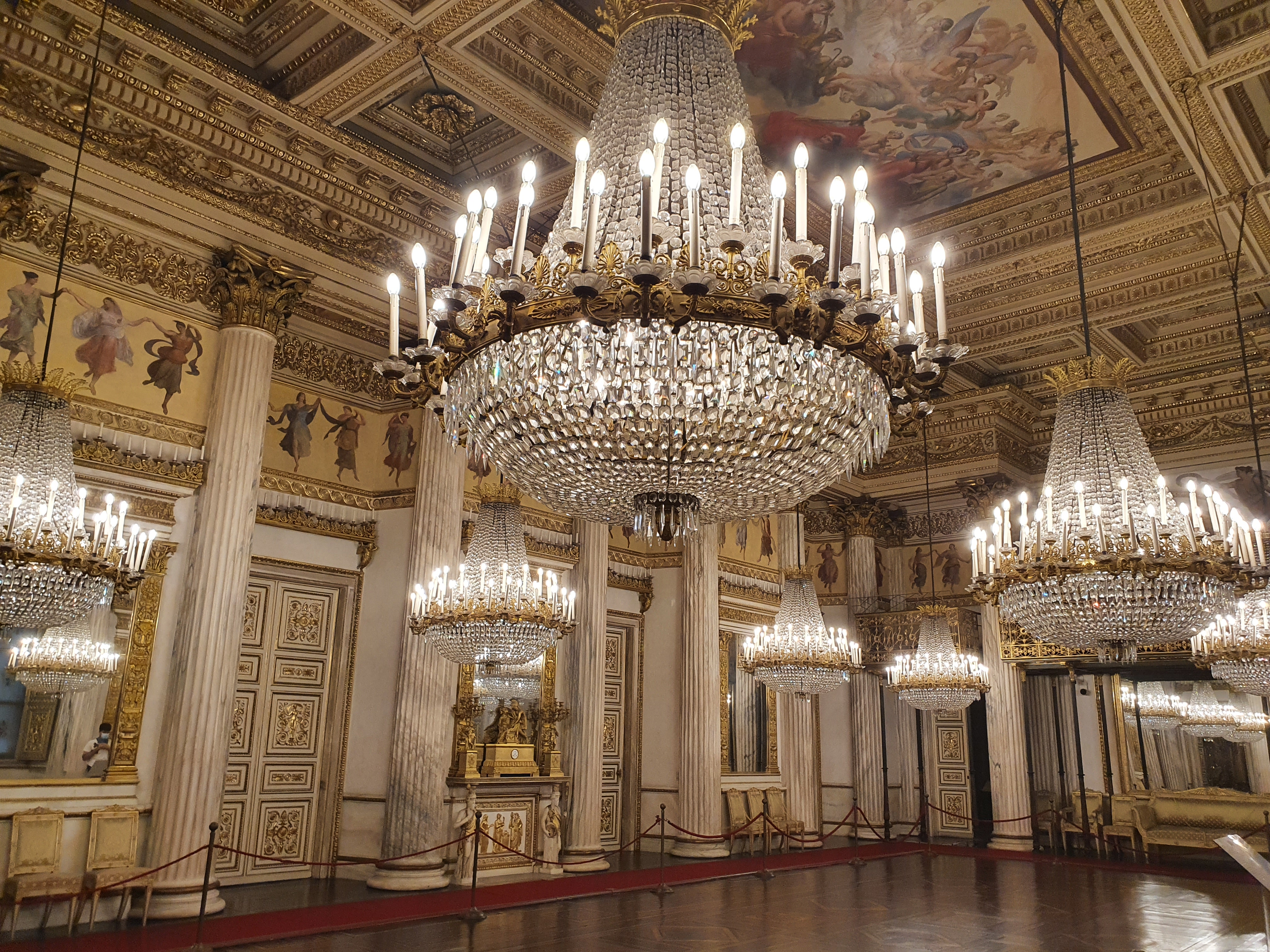
Ballsaal von Pelagio Palagi (1834–1842)